# Кимваки, Жоэль
Жоль Кимваки (фр. Joël Kimwaki; род. 14 октября 1986 или 15 октября 1986, Киншаса) — конголезский футболист, центральный защитник.

## Клубная карьера
Воспитанник футбольной школы клуба «Стиль дю Конго». Профессиональную карьеру начал в 2006 году выступлениями за команду «Мотема Пембе», в которой провёл три сезона.
В состав клуба «ТП Мазембе» присоединился в 2010 году. В составе команды из Лубумбаши был соавтором сеансации на клубном чемпионате мира 2010 года, на котором африканцы достигли финала, обыграв сначала мексиканский клуб «Пачука», а впоследствии бразильский «Интернасьонал» (финальный матч против итальянского «Интернационале» было, впрочем, проигран 0:3).

## Карьера в сборной
В 2009 году Жоэль дебютировал за сборную ДР Конго. В настоящее время он провёл за сборную 37 матча и забил 1 гол.
Был включён в состав сборной на Кубок африканских наций 2015 в Экваториальной Гвинее, где в четвертьфинале забил гол в ворота сборной Конго и в итоге ДР Конго выиграло со счётом 4-2.

### Голы за сборную
| № | Дата           | Место                                       | Соперник         | Счёт | Результат | Турнир                   |
| - | -------------- | ------------------------------------------- | ---------------- | ---- | --------- | ------------------------ |
| 1 | 31 января 2015 | Стадион в Бата, Бата, Экваториальная Гвинея | Республика Конго | 3–2  | 4–2       | КАН 2015                 |
| 2 | 14 июня 2015   | Тата Рафаэль, Киншаса, ДР Конго             | Мадагаскар       | 2–0  | 2–1       | Квалификация на КАН 2017 |
| 3 | 29 марта 2016  | 11 ноября, Луанда, Ангола                   | Ангола           | 1–0  | 2–0       | Квалификация на КАН 2017 |